# Liste von zum laufenden Gut gehörenden Teilen
Die vorliegende Liste gibt eine Übersicht von Teilen, die in der Seefahrt zum sogenannten laufenden Gut gerechnet werden. 
| Bezeichnung | Segeltyp               | Funktion | Bild            |
| --- | ---------------------- | --- | --------------- |
| Fall | alle                   | Zum Setzen (Aufziehen) der Segel beziehungsweise höher gelegener Rahen                                       |                 |
| Schot | alle                   | Zum Einstellen der Segel                                                                                     |                 |
| Baumniederholer                                                                                                | Schratsegel            | Verhindert ein unkontrolliertes Steigen des Großbaums auf Raumschotkursen                                    |                 |
| Spinnakerbaumniederholer (umgangssprachlich auch „Downfucker“, zur Abgrenzung vom Baumniederholer am Großbaum) | Spinnaker              | Verhindert ein unkontrolliertes Steigen des Spinnakerbaums                                                   |                 |
| Cunninghamstrecker                                                                                             | Schratsegel            | Zum Spannen des Vorlieks                                                                                     |                 |
| Unterliekstrecker                                                                                              | Schratsegel            | Zum Spannen des Unterlieks bei Schratsegeln, die an einem Baum gefahren werden                               | (Im Bild Nr. 9) |
| Reffleinen | alle                   | Zum Reffen von Segeln                                                                                        |                 |
| Dirk | Schratsegel            | Verhindert, dass ein Baum auf das Deck fällt, wenn das daran gefahrene Segel nicht gesetzt ist               |                 |
| Brassen | Rahsegel               | stellen die Rah passend zu Kurs und Windrichtung                                                             |                 |
| Geitau | Rahsegel               | holen die Segel am Schothorn zur Rahnock auf                                                                 |                 |
| Gording | Rahsegel               | holen beim Segelbergen die Unterlieks der Rahsegel an die Rah                                                |                 |
| Bullentalje (auch Bullenstander oder Bulle)                                                                    | Schratsegel            | verhüten eine Patenthalse, d. h. das unkontrollierte Umschlagen eines Baums                                  |                 |
| Toppnant | Rahsegel und Spinnaker | Zum Halten und Neigen der Rahen bzw. zum Halten des Spinnakerbaums                                           |                 |
| Achterholer, selten auch Luvschot                                                                              | Spinnaker              | Dient als luvwärtige Schot und hält den Spinnakerbaum und damit auch das luvseitige Schothorn des Spinnakers |                 |